# Absolute Kids
Absolute Kids er et dansk opsamlingsalbum udgivet den 12. marts 2012 af EMI i serien af Absolute-albums.

## Spor
1. Donkeyboy: "City Boy"
2. Soluna Samay: "Should’ve Known Better"
3. Rasmus Seebach & Ankerstjerne: "Millionær"
4. Gym Class Heroes feat. Adam Levine: "Stereo Hearts"
5. Katy Perry: "Last Friday Night (T.G.I.F.)"
6. David Guetta feat. Sia: "Titanium"
7. Cee Lo Green: "Anyway"
8. Christopher: "Nothing in Common"
9. Marina and the Diamonds "Radioactive"
10. Emeli Sandé feat. Naughty Boy: "Daddy"
11. Puls feat. Ole Henriksen: "Dope"
12. Flo Rida: "Good Feeling"
13. L.O.C. feat. U$O: "Momentet"
14. Snoop Dogg & Wiz Khaliffa feat. Bruno Mars: "Young, Wild & Free"
15. Jason Derulo: "It Girl"
16. Robyn: "Call Your Girlfriend"
17. Nervo: "We're All No One"
18. Coldplay: "Charlie Brown"
19. Sean Paul: "She Doesn't Mind"
20. Nadia Gattas: "Min Melodi"
21. Freja Loeb: "Never Stop Coming Back"
22. Delilah: "Love You So"